# 京滬線
京滬線（けいこせん、中文表記: 京沪铁路）とは、中国の北京市から上海市に至る、中華人民共和国鉄道部（中国国鉄）の鉄道路線である。
全長は1,462kmで、天津市、河北省、山東省、安徽省、江蘇省を通過する。京は首都（現在の北京）を、滬（簡体字で沪）は上海を意味している。

## 沿革
京滬線は3つの区間から成っている。これら3路線は中国では早いうちからあった路線であり、1910年までには建設されていた。
1つ目の区間は、北京 - 天津であり、京哈線（当時は京奉線と呼ばれていた）と同ルートを共有している。 
2つ目の区間は、天津 - 浦口であり、かつては天津浦口線または津浦線（英：Tianjin-Pukou Railway）と呼ばれていた。浦口は、南京の揚子江（長江）対岸地区であり、1968年に南京長江大橋が完成するまではフェリーで川を渡っていた。
3つ目の区間は、南京 - 上海であり、滬寧線（中：沪宁铁路,英：Huning railway）と呼ばれている。しかし、南京を首都としていた1927年から1949年の間は、この区間が京滬線と呼ばれていた。 
上述のように、1968年に南京長江大橋が完成した後は、これら3区間が連結され、全体として京滬線の名称となった。

## 概要
北京と広州を結ぶ京広線と並び、本路線は北京 - 上海間を結ぶ中国の主要路線であり、中国でも最も混雑する路線の一つである。北京 - 天津は上海などへ行く列車と北朝鮮の平壌やロシアのモスクワなどの様々な都市へ行く列車が集まる区間である。北京から東北へ行く列車は国際列車以外は時間短縮のため京秦線経由である。
全線電化されており、主な駅として北京、天津西、済南、徐州、南京、蘇州、上海に長距離特別快速列車（T-特快）が停車する。北京－天津間は複々線、天津－上海間は複線となっている。
顧客輸送のために、ノンストップの直達特快列車（Z1 および Z21 列車）による夜行列車が運行されていた。本路線の混雑解消のため、並行して京滬高速鉄道が建設され、2011年6月に開業した。

### 現在
京滬高速鉄道開業後、日中の沿線都市間の移動は主に高速鉄道によって担われており、京滬線は他路線からの直通列車と貨物列車の運行が主体となっているが、北京-上海間における在来線経由の列車は、夜行列車として5往復が現在も運行されている。客車列車による夜行の直達特快列車は、現在CR200J型に置き換えられており、2025年4月のダイヤではD5～10列車の3往復が、12時間程度で両都市を結ぶ。これらの列車はノンストップではなく、3往復とも南京駅に停車する他、天津西駅、蘇州駅などにも停車する。その他、更に停車駅が多いT109/110列車は下り15時間、上り16時間で、1461/1462列車は下り18時間半、上り23時間で両都市を結ぶ。

## 駅一覧
北京 - 北京南 - 豊台 - 黄土坡 - 黄村 - 魏善荘 - 安定 - 万荘 - 廊坊北 - 落垡 - 豆張荘 - 楊村 - 北倉 - 南倉 - 天津西 - 曹荘 - 楊柳青 - 周李荘 - 独流 - 静海 - 陳官屯 - 唐官屯 - 馬廠 - 青県 - 李窯 - 興済 - 姚官屯 - 滄州 - 捷地 - 馮家口 - 大満荘 - 泊頭 - 南霞口 - 東光 - 連鎮 - 安陵 - 呉橋 - 許官屯 - 長荘 - 徳州 - 于官屯 - 黄河涯 - 三唐 - 平原 - 林荘 - 張荘 - 禹城 - 晏城北 - 晏城 - 十二里閣 - 橋南 - 董家荘 - 東沙王荘 - 北園 - 済南 - 済南南 - 党家荘 - 炒米店 - 張夏 - 青楊 - 万徳 - 界首 - 大河 - 泰山 - 洪溝 - 北集坡 - 雲亭 - 大汶口 - 磁窯 - 南驛 - 歇馬亭 - 呉村 - 柳荘 - 姚村 - 白家店 - 兗州北 - 兗州 - 程家荘 - 東灘 - 鄒城 - 両下店 - 界河 - 劉家荘 - 滕州 - 南沙河 - 官橋 - 井亭 - 棗荘西 - 沙溝 - 塘湖 - 韓荘 - 利国 - 前亭 - 茅村 - 徐州北 - 徐州 - 高家営 - 三鋪 - 桃山集 - 槽村 - 夾溝 - 褚荘集 - 符離集 - 宿州 - 宿州南 - 西寺坡 - 蘆嶺 - 任橋 - 唐南集 - 固鎮 - 連城 - 新馬橋 - 曹老集 - 曹山 - 蚌埠 - 蚌埠東 - 鳳陽 - 板橋 - 小渓河 - 明光 - 卞荘 - 管店 - 三界 - 張八嶺 - 沙河集 - 滁州北 - 担子 - 東葛 - 永寧鎮 - 高里 - 林場 - (南京北） - 南京 - 興衛村 - 南京東- 龍潭 - 下蜀  - 高資 - 六擺渡 - 鎮江 - 鎮江東 - 丹陽 - 陵口 - 呂城 - 奔牛 - 新閘鎮 - 常州 - 常州東 - 湾城 - 戚墅堰 - 横林 - 洛社 - 無錫北 - 無錫 - 無錫南 - 周涇巷 - 碩放 - 望亭 - 滸墅関 - 蘇州西 - 蘇州 - 外跨塘 - 唯亭 - 崑山 - 陸家浜 - 安亭 - 黄渡 - 南翔 - 江橋鎮 - 上海西 - 上海